# Semih Erden
Semih Erden (* 28. Juli 1986 in Istanbul) ist ein türkischer Basketballspieler. Er ist 2,14 m groß und wiegt 107 kg.

## Karriere
Von 2005 bis 2010 war Semih Erden bei Fenerbahçe Ülkerspor aktiv. Zu Beginn der Saison 2010 spielt er bei den Boston Celtics in der NBA, von denen er im NBA-Draft 2008 an 60. Stelle ausgewählt worden war. Am 24. Februar 2011 wechselte er zu den Cleveland Cavaliers.
Semih Erden spielt in der türkischen Nationalmannschaft. Er nahm an der Europameisterschaft 2007 in Spanien, an der Weltmeisterschaft 2006 in Japan und an der U20-Europameisterschaft 2006 teil.